# Telmatobius rubigo
Telmatobius rubigo es una especie del género de anfibios anuros Telmatobius de la familia de los telmatódidos (Telmatobiidae). Habita en elevadas altitudes del altiplano andino sudamericano.

## Taxonomía
Descripción original
Telmatobius rubigo fue descrita originalmente en el año 2009 por los herpetólogos José Sebastián Barrionuevo y Diego Baldo.
Las poblaciones de este anfibio habían sido previamente asignadas a T. marmoratus, del cual es fácilmente distinguible por diferencias del patrón cromático en el adulto, metamorfosis, larva y algunos otros rasgos morfológicos.
Localidad tipo
La localidad tipo referida es: “El Queñoal, en las coordenadas: 21°52′17.5″S 66°06′09.2″O / -21.871528, -66.102556, a una altitud de 3966 msnm, departamento de Santa Catalina, Jujuy, Argentina”.
Holotipo
El ejemplar holotipo designado es el catalogado como: FML 20828; se trata de un macho adulto el cual fue capturado el 15 de enero de 2005 por el equipo conformado por Y. Arzamendia, D. Baldo, J. Baldo, S. Barrionuevo, D. Casagranda y A. Dallagnol. Se encuentra depositado en la colección de herpetología de la Fundación Miguel Lillo, ubicada en la ciudad argentina de San Miguel de Tucumán.
Etimología
Etimológicamente, el epíteto específico rubigo es una palabra en latín que significa ‘herrumbre’, en alusión a las características manchas de tonos óxido que exhibe dorsalmente su piel. El nombre de la especie se usa como sustantivo en aposición al nombre del género.

## Características
La coloración del adulto de Telmatobius rubigo es dorsalmente gris, con manchas grises más oscuras, salpicado de manchas naranjas; ventralmente es naranja pálido, la garganta es rosa pálido, las superficies ventrales de las extremidades son en tonos naranja brillante, amarillo y rojizo; el iris es gris claro, sin manchas.

## Distribución geográfica y hábitat
Este anfibio es endémico de la cuenca endorreica 
de la laguna de los Pozuelos, en la región puneña del norte de la provincia de Jujuy, en el noroeste de la Argentina. Habita en pequeños arroyos permanentes en altitudes entre los 3600 y los 4000 m s. n. m..